# Huperzia nanchuanensis
Huperzia nanchuanensis là một loài thực vật có mạch trong Họ Thạch tùng. Loài này được (Ching & H.S. Kung) Ching & H.S. Kung mô tả khoa học đầu tiên năm 1981.